# Dan kada se Zemlja nasmijala
Dan kada se Zemlja nasmijala (engl. The Day the Earth Smiled) odnosi se na 19. srpnja 2013. godine, kada je međuplanetarna letjelica Cassini fotografirala Saturn, njegov sustav prstenova i Zemlju, tijekom pomrčine Sunca. Naziv se također odnosi i na sve aktivnosti vezane uz taj događaj. Projekt je osmislila voditeljica tima za obradu slikovnih podataka misije Cassini i planetologinja Carolyn Porco, pozvavši sve ljude da razmisle o našem mjestu u svemiru, da se dive životu na Zemlji i da u trenutku kad se fotografije budu snimale pogledaju prema gore i osmjehnu se. Završni mozaik pripremljen je u središnjem laboratoriju za obradu slikovnih podataka misije Cassini (CICLOPS) i objavljen 12. studenog 2013. Na fotografiji se vide Zemlja, Mars, Venera i brojni Saturnovi mjeseci. Fotografija Zemlje i Mjeseca snimljena uskokutnom kamerom objavljena je nekoliko dana nakon fotografiranja.

## Događaji
Letjelica Cassini snimila je fotografije Zemlje s udaljenosti od 1 455 851 410 km u 21:27 UTC, 19. srpnja 2013. Povodom toga planirane su brojne aktivnosti:
- Web stranica "Dan kada se Zemlja nasmijala" postavljena je kao portal za aktivnosti vezane uz 19. srpnja.[8]
- Astronomi bez granica koordinirali su događaje na međunarodnoj razini.[9]
- NASA je predvodila vezani događaj pod nazivom "Mahnite Saturnu" (engl. Wave at Saturn) "kako bi obilježili povijesni međuplanetarni portret u trenutku snimanja".[10]
- Tvrtka Carolyn Porco, Diamond Sky Productions, održala je natjecanje "Poruka za Mliječni put" (engl. Message to the Milky Way). Natjecatelji su mogli poslati digitalnu fotografiju snimljenu 19. srpnja i/ili glazbenu kompoziciju. Najbolji radovi će se emitirati kao poruka vanzemaljcima "u Mliječnom putu pomoću radio teleskopa Arecibo u Portoriku.[11] Namjera je slična primjeru iz 1974. godine, kada je sa Zemlje emitirana prva smislena poruka - poruka iz Areciba.[12]

## Rezultati
Neobrađene ("sirove") fotografije s letjelice Cassini primljene su na Zemlji nedugo nakon snimanja, a nekoliko obrađenih fotografija -  ona visoke rezolucije na kojima se vide Zemlja i Mjesec te mali dio konačnog širokokutnog mozaika koji prikazuje Zemlju - objavljene su nekoliko dana kasnije.
Priprema konačnog mozaika napravljena je u središnjem laboratoriju za obradu slikovnih podataka misije Cassini (CICLOPS) pod vodstvom Carolyn Porco tijekom otprilike dva mjeseca.
Tijekom četiri sata koliko je letjelici Cassini trebalo da fotografira cijelu scenu, široku 651 591 km, snimljene su ukupno 323 fotografije, a njih 141 korišteno je u konačnom mozaiku. NASA je objavila da je ovo bio prvi slučaj da je letjelica Cassini fotografirala odjednom četiri planeta - Saturn, Zemlja, Mars i Venera. Ovo je također bio prvi slučaj da je javnost bila upoznata da se Zemlja snima iz vanjskog Sunčevog sustava.
NASA-inu objavu konačnog mozaika 12. studenog 2013. prenijeli su mediji širom svijeta. Mozaik je predstavila i Carolyn Porco na ceremoniji u Kongresnoj knjižnici, a posvetila ga je pokojnom astronomu Carlu Saganu. Kolaž sastavljen od oko 1600 fotografija pristiglih u sklopu NASA-ine kampanje "Mahnite Saturnu" također je objavljen 12. studenog 2013.

## Vanjske poveznice
- The Day the Earth Smiled, službena web stranica (engl.)
- CICLOPS, fotografije  Arhivirana inačica izvorne stranice od 28. svibnja 2014. (Wayback Machine) (engl.)